# Mount Millar
Mount Millar ist ein rund 2000 m hoher und markanter Berg im nordwestlichen Palmerland auf der Antarktischen Halbinsel. Er ragt aus einer großen Einbuchtung am Orion-Massiv auf.
Das UK Antarctic Place-Names Committee benannte ihn 2023. Namensgeber ist der britische Geologe Ian Millar, der von 1984 bis 2005 für den British Antarctic Survey in diesem Gebiet detaillierte geochronologische Untersuchungen zur Erforschung der geologischen Geschichte der Antarktischen Halbinsel durchgeführt hatte.